# Porcellio laevissimus
Porcellio laevissimus är en kräftdjursart som beskrevs av Dollfus1898. Porcellio laevissimus ingår i släktet Porcellio och familjen Porcellionidae. Inga underarter finns listade i Catalogue of Life.